# Cymodoce bifida
Cymodoce bifida är en kräftdjursart som beskrevs av Leach 1818. Cymodoce bifida ingår i släktet Cymodoce och familjen klotkräftor. Inga underarter finns listade i Catalogue of Life.